# Biserica romano-catolică „Sfânta Emilia" din Cornești
Biserica „Sfânta Emilia” este un monument istoric aflat pe teritoriul satului Cornești, comuna Mihai Viteazu, județul Cluj.

## Imagini

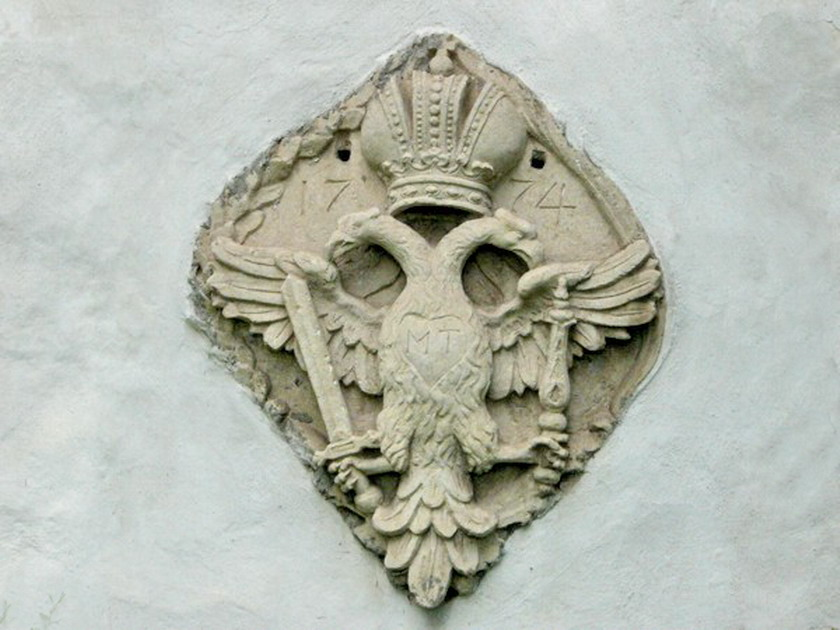
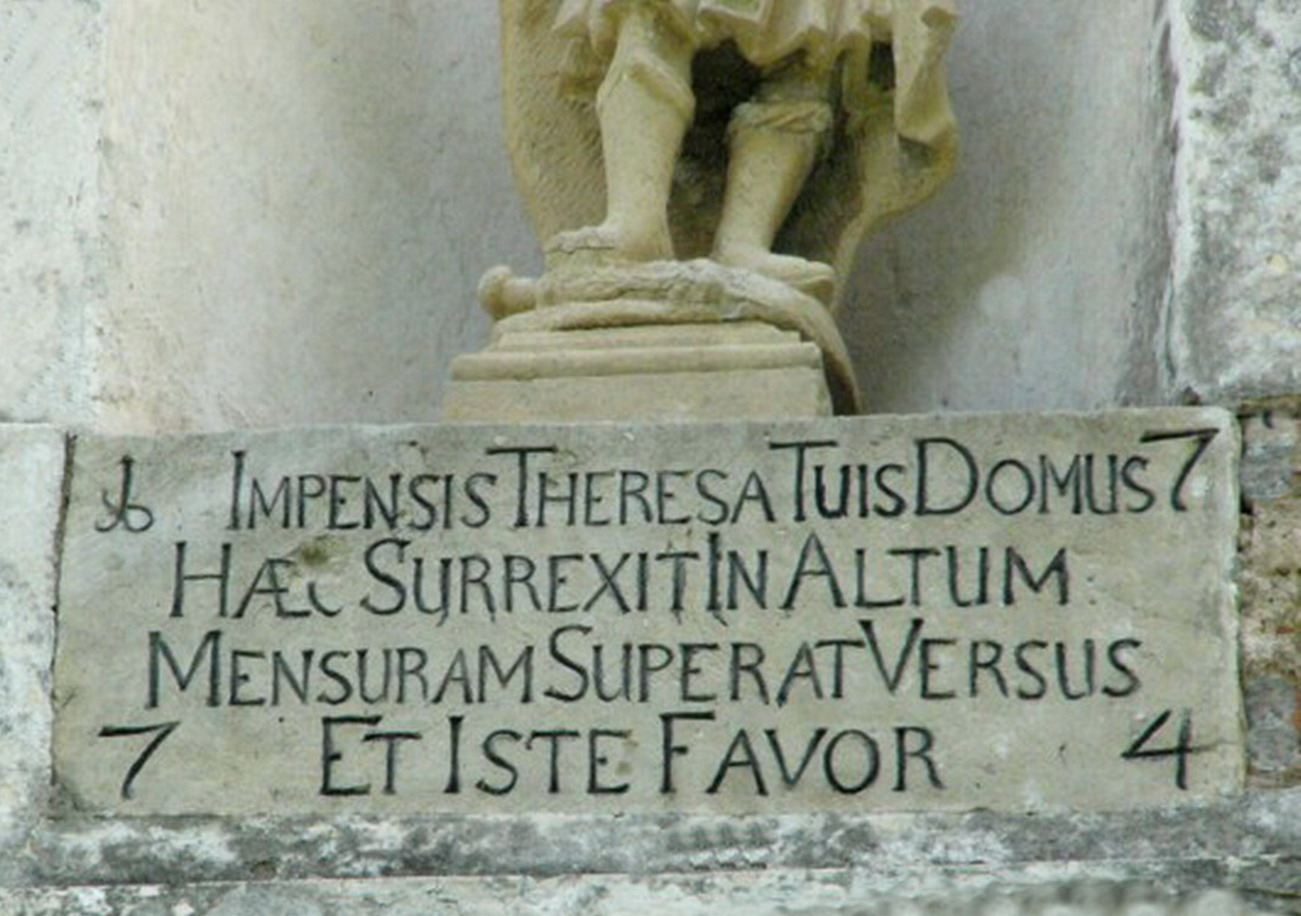

## Istoric și trăsături
Biserica „Sfânta Emilia” este un edificiu de tip sală, cu absida altarului poligonală decroșată și turn vestic. A fost construită în anul 1774, așa cum precizează inscripția de sub prima nișă a turnului. În 1895 s-a ridicat zidul de piatră al incintei. Arhitectura este specific barocă: pereții articulați cu pilaștri masivi, tribună de formă ovală. Absida altarului este acoperită de o boltă semicilindrică, cu penetrații și semicalotă. La exterior, cornișa amplă este bogat profilată; aceasta și nișele cu sculpturi baroce, dar și modul de racordare a turnului prin curbe la pereții navei, sunt specifice veacului al XVIII-lea.